# Fórmula de ofrenda

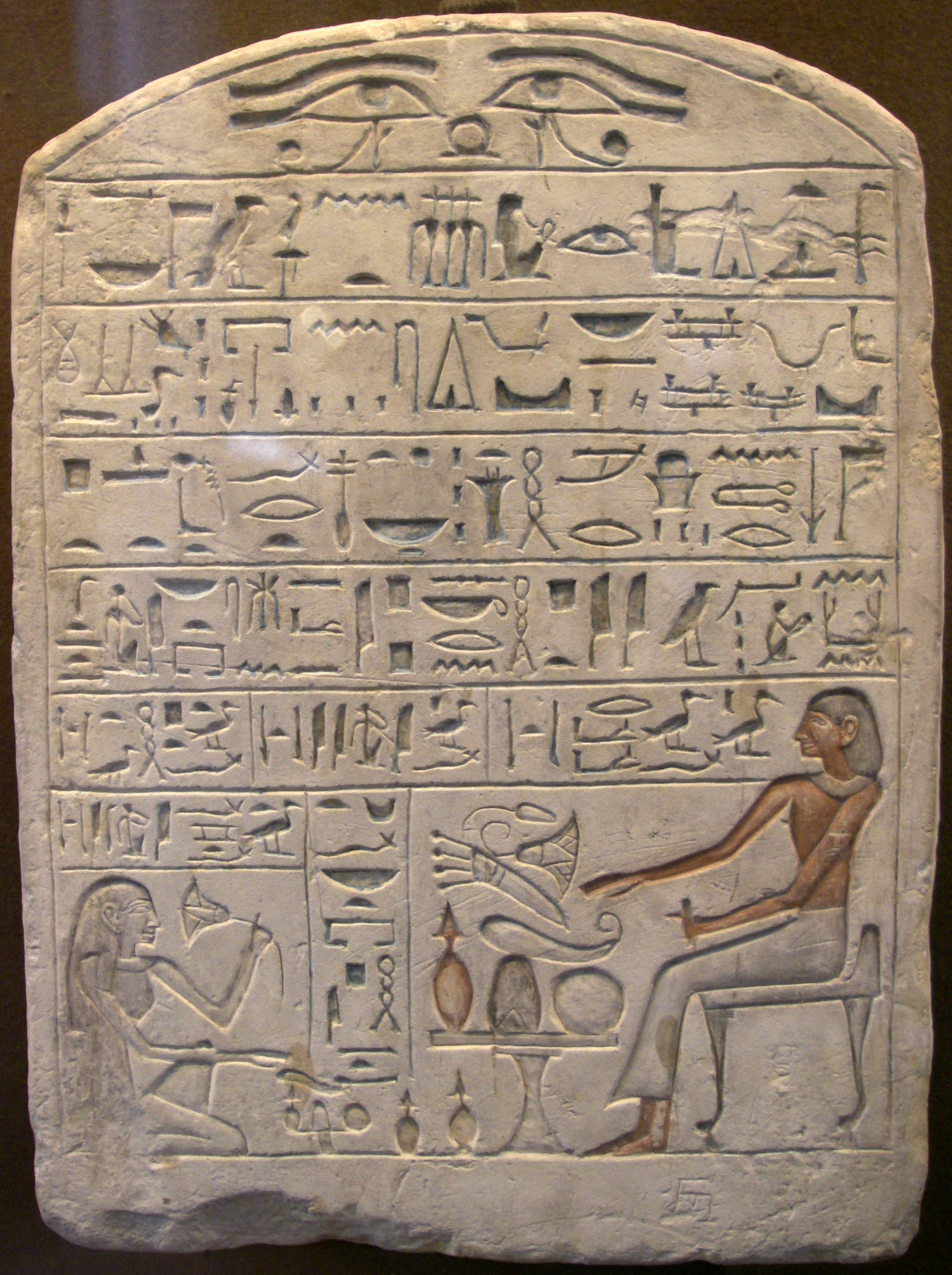
Fórmula de ofrenda en una estela funeraria. En ésta, la fórmula comienza en la primera línea y se lee de derecha a izquierda.

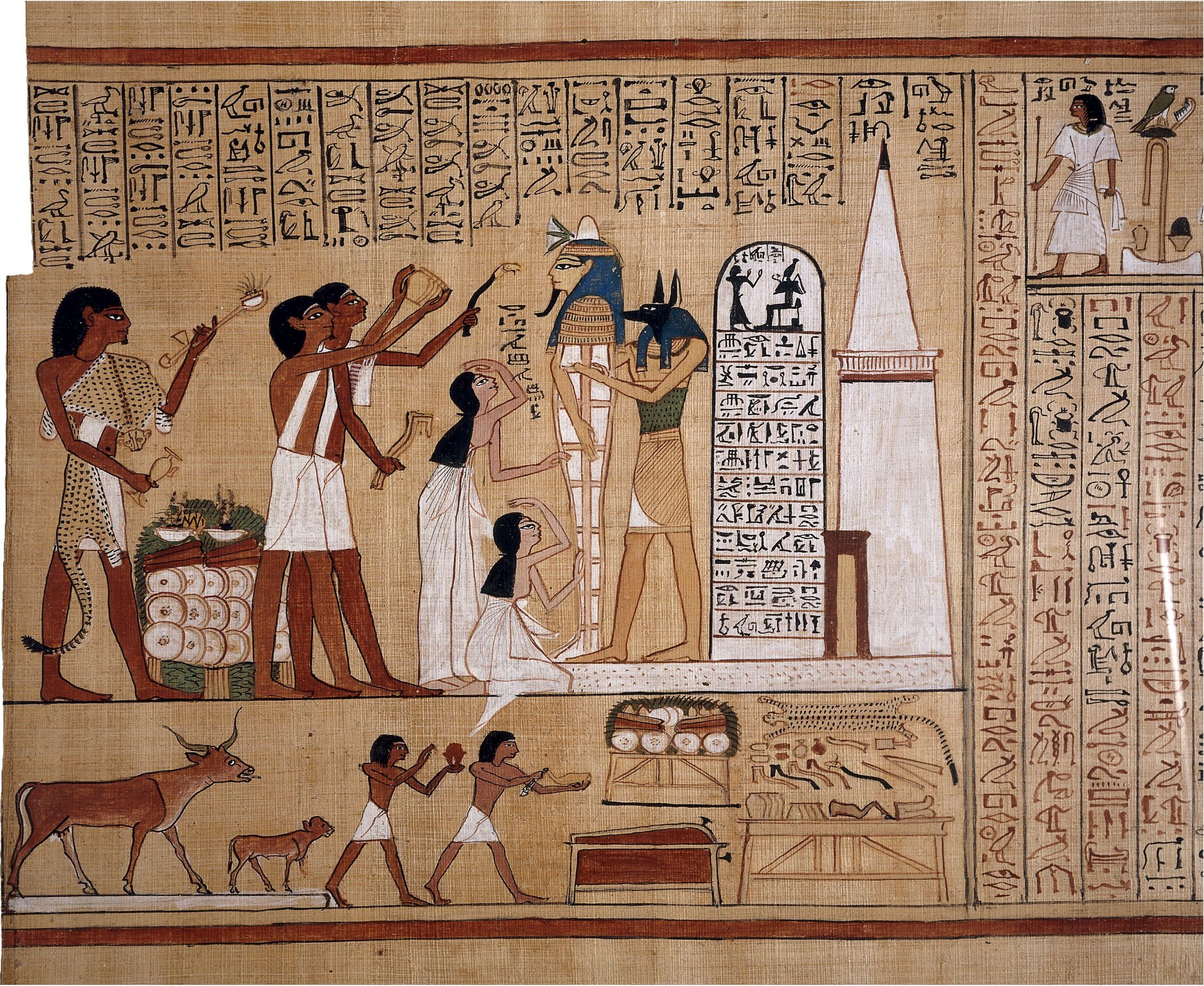
Libro de los muertos de Hunefer donde está representada una estela justo a la entrada de la tumba donde se destaca el fallecido adorando a Osiris, y debajo, una fórmula de ofrenda.

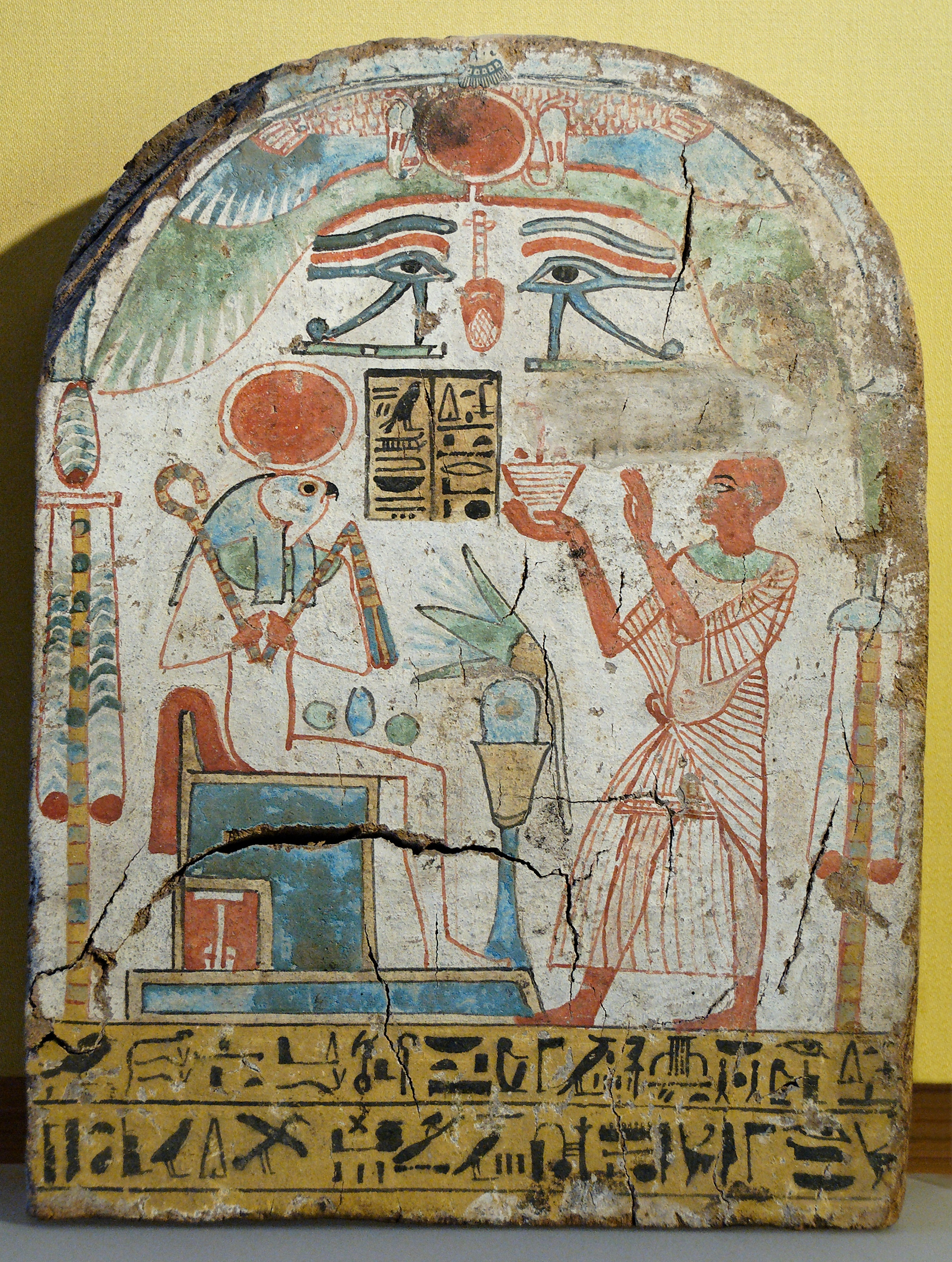
Estela de Ra-Horajti donde se inscribe en su parte inferior una fórmula de ofrenda a Osiris. Dinastía XXII.

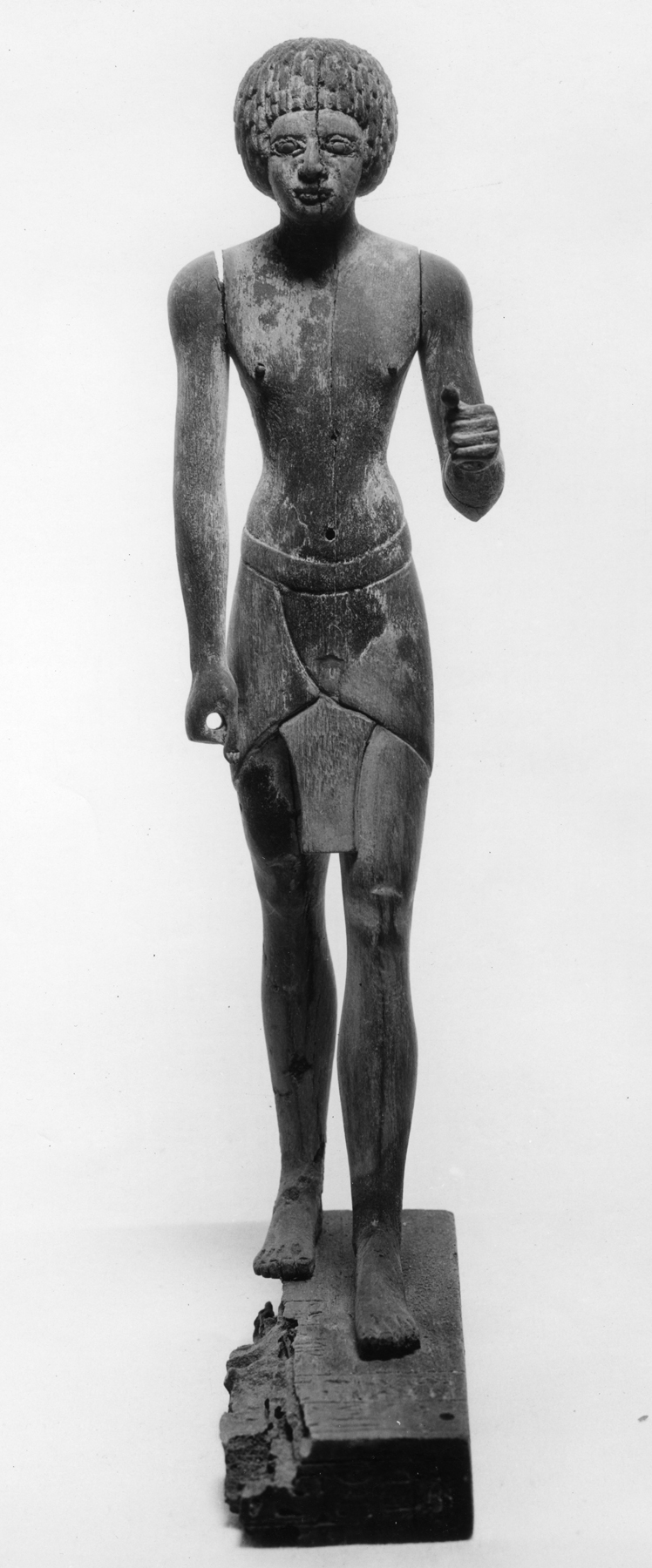
Estatua de Sesostris del Imperio Nuevo de Egipto con inscripción de fórmula de ofrenda: "El rey puede garantizar a Osiris las ofrendas funerarias de pan, cerveza, carne, aves e incienso a Sesostris".

La llamada fórmula de ofrenda en el Antiguo Egipto, generalmente conocida como fórmula ḥtp-dỉ-nsw (hetep di nesu, "presente ofrecido por el rey") por los egiptólogos, se escribía como ofrenda a los difuntos. Las fórmulas de ofrendas permitían a los difuntos participar en las ofrendas presentadas a las divinidades más importantes en nombre del rey o en las ofrendas presentadas directamente a la persona fallecida por su familia.
Los propietarios de las tumbas para continuar sobreviviendo después de la muerte necesitaban alimentarse, por lo que necesitaban alimentos que se dispusieran en las mesas de ofrendas de forma regular. En los cultos primitivos a los ancestros, el hijo era el encargado de que no le faltara lo necesario, más tarde, habría sacerdotes especializados, como los "servidores del ka" que  tenían esta función y si por cualquier circunstancia, todo esto fallaba, se disponían, esculpidas o pintadas en diferentes soportes, como las paredes de las tumbas o estelas funerarias, diferentes mesas de ofrendas con los alimentos habituales consumidos por el difunto. Y para que estos alimentos se hiciesen reales eran necesarias acompañarlos de fórmulas de ofrendas que mágicamente los transformarían.
La fórmula de ofrenda, que empezó durante el Imperio Antiguo de Egipto, se encuentra generalmente esculpida o pintada en estelas funerarias, falsas puertas, sarcófagos y algunas veces, en otros objetos funerarios. No era una prerrogativa real como algunos otros textos religiosos, como la Letanía de Ra y fue utilizada por cualquiera que pudiese permitirse el lujo de hacerse una.
Todos los antiguos egipcios que usaban fórmulas de ofrendas compartían la misma estructura básica, pero existe una gran variedad respecto a las deidades y ofrendas mencionadas y a los epítetos y títulos utilizados. A continuación se muestra un ejemplo de una típica fórmula de ofrenda[cita requerida]:
| M23 | t · R4 | X8 | Q1 | D4 | nb | R11 | w | O49 · t | Z1 | nTr | aA | nb | U23 | b | N26 · O49 |
| D37 · f | O3 | F1 · H1 | V6 | S27 | x · t | nb · t | nfr · t | wab · t | S34 · t | nTr | i | m |
| n · D28 · n | i | F39 · x | i | i | F12 | s | r · t · z · n | A1 | Aa11 · P8 |
ḥtp dỉ nsw wsỉr nb ḏdw, nṯr ˁȝ, nb ȝbḏw
dỉ=f prt-ḫrw t ḥnqt, kȝw ȝpdw, šs mnḥt ḫt nbt nfrt wˁbt ˁnḫt nṯr ỉm
n kȝ n ỉmȝḫy s-n-wsrt, mȝˁ-ḫrw
"Una ofrenda dada por el rey (a) Osiris, señor de  Busiris, gran dios, señor de Abidos".
"El hecho de que puede dar una ofrenda creada por la voz, de pan, cerveza, carne de buey, aves, alabastro, tejido y todo lo bueno y puro con lo que vive un dios".
"Para el ka del venerado Senusret (Sesostris), justo de voz".

## Estructura de la fórmula de ofrenda
La fórmula de ofrenda comienza siempre con la frase:
| M23 | t · R4 | X8 |
ḥtp dỉ nsw
Esta frase proviene de la lengua egipcia antigua, y probablemente significa "ofrenda dada por el rey". Debido a que el rey era visto como un intermediario entre el pueblo de Egipto y los dioses, la ofrenda era hecha a través de él.
A continuación, la fórmula nombra a un dios de los muertos y varios de sus epítetos, por lo general Osiris, Anubis o más raramente Geb u otra deidad. La siguiente frase es una típica invocación a Osiris:
| Q1 | D4 | nb | R11 | w | O49 · t | Z1 | nTr | aA | nb | U23 | b | N26 · O49 |
wsỉr nb ḏdw, nṯr ˁȝ, nb ȝbḏw
que quiere decir, "Osiris, señor de Busiris, gran dios, señor de Abidos." Al parecer, no existía una regla fija acerca de la utilización de epítetos, sin embargo, los más comunes eran los de "Señor de Busiris", "Gran Dios" y "Señor de Abidos". Otros, también frecuentes eran:
| nb | H6 | nb | G21 | H | H | N5 |
nb ỉmnt nb nḥḥ
que significaba, "Señor de Occidente, Señor de la Eternidad"

Aunque Anubis sale con menos frecuencia que Osiris, se puede leer:
| E15 · R4 | W17 | t | nTr | O21 | D1 | N26 · f |
ỉnpw, ḫnty sḥ nṯr tpy ḏw=f
que significa, "Anubis, el que está al frente de su tienda sagrada, que está en su montaña".
Después de la lista de deidades y sus títulos, la fórmula sigue con otra lista de las prt-ḫrw u "ofrendas de invocación". La lista está siempre precedida por la frase:
| D37 · f | O3 |    o    | X8 | s · n | O3 |
dỉ=f prt-ḫrw        o      dỉ=sn prt-ḫrw
que quiere decir, "Él (ellos, en el segundo ejemplo) da(n) ofrendas de invocación". Después de esta frase, la lista de ofrendas podía seguir, por ejemplo, con:
| D37 · f | O3 | F1 · H1 | V6 | S27 | x · t | nb · t | nfr · t | wab · t | S34 · t | nTr | i | m |
dỉ=f prt-ḫrw t ḥnqt, kȝw ȝpdw, šs mnḥt ḫt nbt nfrt wˁbt ˁnḫt nṯr ỉm
que significa, "Él da ofrendas surgidas de la voz con invocación de pan, cerveza, carne de buey, aves, alabastro, tejido, y todo lo bueno y puro con lo que vive un dios." La ofrenda se crea, en este caso, por la voz al espíritu del fallecido y bastaría con que una persona viva pronuncie la fórmula para que el ka pueda alimentarse. A veces, el texto al final de la lista se sustituye con la frase:
| x · t | nb · t | nfr · t | wab · t | D37 · t · D37 | p · t · N1 | T14 | G1 | N16 · N21 · Z1 | W25 | n · n · t | V28 | D36 · p · N36 | S34 · t | nTr | i | m |
ḫt nbt nfrt wˁbt ddt pt qmȝ(t) tȝ ỉnnt ḥˁp(ỉ) ˁnḫt nṯr ỉm
Que significa, "Todas las cosas buenas y puras que el cielo da, la tierra crea y la inundación trae, en donde vive el dios".
La última parte de la fórmula de ofrenda lista el nombre y los títulos de los destinatarios de las ofrendas de invocación, por ejemplo:
| n · D28 · n | i | F39 · x | i | i | F12 | s | r · t · z · n | A1 | Aa11 · P8 |
n kȝ n ỉmȝḫy s-n-wsrt, mȝˁ-ḫrw
que significa, "para el ka del venerado Senusret, justo de voz".